# José Honores
José Luis Honores (Lima, provincia de Lima, 2 de febrero de 1989) es un futbolista peruano. Juega de defensa central y su equipo es Alba Cittareale.

## Trayectoria
En el 2009 campeona con el Sport Boys en la Segunda División del Perú siendo titular en la defensa junto a Juan Pajuelo. A finales del 2011 sale campeón de la Segunda División nuevamente esta vez con el Pacífico FC.
En el 2012 logra el subcampeonato nacional con el Real Garcilaso no logrando el título pero si clasificando a la Copa Libertadores 2013. Al año siguiente desciende en las últimas fechas con el Pacífico FC. Fue inscrito para la Copa Sudamericana 2014 con Ayacucho FC donde no llegó a jugar.
En 2015 descendió con Sport Loreto.
En el 2016 hace un buen campeonato con Comerciantes Unidos clasificando a la Copa Sudamericana 2017.
Desde 2019 juega en el Alba Cittareale, equipo italiano de los campeonatos regionales de Primera y Segunda Categoría.

## Clubes
| Club                       | País   | Año       |
| -------------------------- | ------ | --------- |
| Univ. Técnica de Cajamarca | Perú   | 2008      |
| Universidad San Martín     | Perú   | 2009      |
| Sport Boys                 | Perú   | 2009      |
| Deportivo Municipal        | Perú   | 2010-2011 |
| Pacífico FC                | Perú   | 2011      |
| Sport Boys                 | Perú   | 2012      |
| Real Garcilaso             | Perú   | 2012      |
| Pacífico FC                | Perú   | 2013      |
| Inti Gas                   | Perú   | 2014      |
| Sport Loreto               | Perú   | 2015      |
| Comerciantes Unidos        | Perú   | 2016      |
| Deportivo Garcilaso        | Perú   | 2017      |
| Alba Cittareale            | Italia | 2019-     |

## Palmarés
| Título                    | Club       | País | Año  |
| ------------------------- | ---------- | ---- | ---- |
| Segunda División del Perú | Sport Boys | Perú | 2009 |

### Distinciones individuales
| Distinción                                                                             | Año  |
| -------------------------------------------------------------------------------------- | ---- |
| Incluido en el equipo ideal de la Copa Perú según el portal periodístico DeChalaca.com | 2011 |